# Armando Calaminici
Armando Calaminici (Catanzaro, 20 gennaio 1938) è un politico italiano.

## Biografia
Nato a Catanzaro, si trasferisce fin da giovane in Lombardia, dove lavora come impiegato all'Alfa Romeo di Milano ed è impegnato nel sindacato.
Militante del Partito Comunista Italiano, viene eletto alla Camera dei deputati nel 1976 nella Circoscrizione Milano-Pavia, venendo poi riconfermato anche dopo le elezioni politiche del 1979. Conclude il mandato parlamentare nel 1983.
Ad Arese è stato consigliere comunale dal 1985 al 2009, vicesindaco e assessore per 10 anni. Dopo la svolta della Bolognina aderisce al Partito Democratico della Sinistra, proseguendo poi la propria militanza nei Democratici di Sinistra e nel Partito Democratico. Nel giugno 2022, a 84 anni, viene eletto segretario del PD di Arese.